# Castell de Masricart
El Castell de Masricart és una obra del municipi de la Canonja (Tarragonès) declarada bé cultural d'interès nacional.

## Descripció
Es tracta d'un edifici datable molt probablement als segles XV-XVI, molt transformat posteriorment. L'accés principal està situat a la façana meridional i està format per un arc de mig punt adovellat amb un escut a la clau. Al pis noble s'obren amplis finestrals, un d'arc geminat i un altre amb llinda decorada amb guardapols sobre mènsules. A la planta segona s'hi troben una sèrie de finestres d'arc de mig punt a manera de galeria. El parament original en planta baixa és de maçoneria, que es transforma en un aparell de tàpia encofrada als pisos superiors.

## Història
Casal residencial possiblement d'origen gòtic tardà (s. XV-XVI) i reformes posteriors (s. XVIII). Fou restaurat la dècada de 1990 i transformat en casal cultural. Darrerament s'ha construït un cos adossat a ponent, respectant la façana original, per ampliar l'espai funcional. Formava part, junt amb l'església de Masricart, de l'antic nucli de població de Masricart.